# Quintana del Marco
Quintana del Marco település Spanyolországban, León tartományban. Lakosainak száma 319 fő (2024).

## Földrajza
Quintana del Marco Cebrones del Río, Roperuelos del Páramo, Alija del Infantado, San Esteban de Nogales, Castrocalbón és Santa Elena de Jamuz községekkel határos.

## Népesség
A település lakosságának változását az alábbi diagram mutatja:
| Lakosok száma | 539  | 516  | 497  | 450  | 450  | 428  | 388  | 362  | 353  | 319  |
|               | 2001 | 2004 | 2007 | 2009 | 2012 | 2014 | 2017 | 2019 | 2022 | 2024 |